# Бэйфилд, Сен Клэр
Сен Клэр Бэйфилд (2 августа 1875 — 19 мая 1967) — английский театральный актёр, наиболее известен как постоянный компаньон и менеджер оперной певицы-любительницы (сопрано) Флоренс Фостер Дженкинс.

## Жизнь и карьера
Бэйфилд родился в Челтенхэме, Англия, в семье священника Джорджа Бэйфилда Робертса, и его жены Иды, старшей из трех внебрачных дочерей Эдварда Лоу, 1-го графа Элленборо, видного политика и генерал-губернатора Индия в годы, предшествовавшие восстанию сипаев. Прадед Сен Клэра по материнской линии был лорд главным судьей Англии. Мало что известно о ранней жизни Бэйфилда в Англии, но в молодости он отплыл в Новую Зеландию, где служил моряком и солдатом: на вечере в честь своего 90-летия он пел некоторые морские шанти из того периода своей жизни. Также он пробовал вести фермерское хозяйство.
С хорошим голосом и физическими данными он стал заниматься любительскими театральными представлениями, что в конечном итоге привело к его присоединению к профессиональной компании, гастролирующей в Австралии. Его дневник с рассказами о времени, проведенном в Мельбурне, включен в «Архив Бэйфилда», хранящийся в Линкольн-центре, Нью-Йорк. Затем он выступил с компанией во главе с импресарио Уильямом Беном Гритом, который оставил свой бросок на пенсию в отдаленном уголке Соединенных Штатов. Это привело к созданию Ассоциации актёрской справедливости (Actors' Equity), одним из основателей которой стал Бэйфилд. Его последующий этап карьеры включал регулярные появления на Бродвее в течение нескольких десятилетий, обычно в пьесах британских драматургов. В 1909 году он начал отношения с оперной певицей-любительницей (сопрано) Флоренс Фостер Дженкинс, которая была на семь лет старше его, их отношения продолжались до конца её жизни. Пара много лет жила в квартире на 37-й улице на Манхэттене. Бэйфилд присоединился к труппе Бена Грита в рамках возобновления постановки Двенадцатая Ночь, которая привела труппу в 56 городов Пенсильвании за 65 дней летом 1914 года. В той же труппе состоял Сидни Гринстрит .
Бэйфилд жил с Дженкинс и занимался её карьерой в течение 36 лет. После смерти Дженкинс в 1944 году он женился на преподавательнице фортепиано Кэтлин Уэтерли в 1945 году. Они жили в Ларчмонте, штат Нью-Йорк, где он умер в 1967 году. У него не было детей.

## Достижения
Ассоциация справедливости актёров присуждает ежегодную премию Сен Клера Бэйфилда актёру или актрисе за недооценённую роль в шекспировском спектакле.

## В массовой культуре
Отношения Бэйфилда с Дженкинс послужили основой для биографической драмы Флоренс Фостер Дженкинс, в которой Хью Грант исполнил роль Бэйфилда, а Мерил Стрип - Дженкинс. Премьера фильма Стивена Фрирса состоялась в Лондоне 12 апреля 2016 года.